# Orthoporidra brachyrhyncha
Orthoporidra brachyrhyncha är en mossdjursart som beskrevs av Moyano 1985. Orthoporidra brachyrhyncha ingår i släktet Orthoporidra och familjen Lekythoporidae. Inga underarter finns listade i Catalogue of Life.